# Francisco Romero de Castilla
Francisco Romero de Castilla y Perosso (1828-1893) fue un archivero, abogado, bibliófilo e historiador español.

## Biografía
Nacido en Badajoz el 24 de marzo de 1828, era hijo de Tomás Romero de Castilla, alcalde mayor en Olivenza, y María del Rosario Perosso, y hermano de Tomás Romero de Castilla. Estudió latín en Sevilla bajo la dirección del humanista fray Manuel Sotelo, y después filosofía en la universidad de dicha ciudad, contándose entre sus profesores Alberto Lista. En la misma universidad continuó la carrera de Derecho y se licenció en dicha facultad en julio de 1851, fecha desde la cual se incorporó al colegio de abogados de Sevilla.
Desempeñó una plaza de abogado de marina y permaneció con estudio abierto hasta marzo de 1859, cuando pasó a Madrid de auxiliar en la Biblioteca Nacional. Creado el cuerpo facultativo de archiveros-bibliotecarios, y después de tres años de estudios en la Escuela Superior de Diplomacia, obtuvo el título correspondiente, y, previo concurso, pasó de ayudante de tercer grado al Archivo General de Simancas, en agosto de 1864. En 1867 ascendió a ayudante de segundo grado, y en diciembre de 1874 a oficial de tercer grado, previo concurso, cuyos ascensos los obtuvo en el mismo Archivo, en el cual desempeñó además el cargo de secretario nombrado por la Dirección general de Instrucción pública desde 1866 a diciembre de 1874. Obtuvo en el propio Archivo varias comisiones especiales autorizadas por el Gobierno, entre otras la del infante duque de Parma para investigar los antecedentes de la conjuración del conde Fiesco, en Génova, en el siglo XVI; la de reunir y trasladar a la Biblioteca Nacional los papeles de Inquisición relativos al examen y censura de libros; y la de investigar lo referente a la locura de la reina Juana, entre otras.
En febrero de 1876 fue trasladado al Archivo General Central, donde le correspondió el ascenso de oficial de segundo grado en noviembre de 1883. Entre sus publicaciones se encontraron unos Apuntes históricos sobre el Archivo general de Simancas (Madrid, 1873) y varios artículos en el periódico La Enseñanza sobre la conveniencia de trasladar dicho archivo a Valladolid. Sobre el mismo asunto escribió también otros en La Crónica Mercantil de Valladolid.
Fue colaborador de la Revista de Archivos, Bibliotecas y Museos, de la Revista Histórica Latina y de la Revista Histórica de España, donde escribió artículos sobre puntos históricos, Inquisición, historia romana, instituciones españolas y noticias ampliatorias sobre el Archivo y la villa de Simancas, además de noticias de carácter histórico general. También reunió información sobre la historia de las instituciones de España, especialmente desde la época de los Reyes Católicos, noticias de toda la legislación sobre archivos y bibliotecas, y un opúsculo confeccionado junto con Claudio Pérez Gredilla, sobre fechas en los documentos eclesiásticos. Fue miembro numerario de la de Academia de Jurisprudencia y Legislación Sevillana, y correspondiente de la Real Academia de la Historia. Falleció hacia mediados de noviembre de 1893.